# Jan Lammers
Johannes "Jan" Lammers (Zandvoort, 2 de junho de 1956) é um automobilista dos Países Baixos. Ele participou de 41 corridas na Fórmula 1, mas só conseguiu largar em 23. Sua primeira corrida em 21 de janeiro de 1979, na Argentina.
Ele participou da temporada inaugural da Grand Prix Masters, categoria que reunia pilotos que haviam deixado a Fórmula 1, bem como das 24 Horas de Le Mans, que ele atuou pela equipe Racing for Holland.

## Carreira

### O início
A carreira de Lammers no automobilismo iniciou-se em 1973, aos 16 anos, disputando o Campeonato Holandês de Carros de Turismo, sendo o campeão da modalidade, tornando-se o piloto mais jovem a fazê-lo. Corre nos Turismos holandeses até 1976, quando passa a competir em monopostos, pela Fórmula Ford. Venceu diversas provas, inclusive a Formula Ford Festival, realizada no circuito de Brands Hatch, debaixo de chuva.
Em 1977, Lammers ingressa na Fórmula 3 inglesa, disputando uma temporada de adaptação, juntamente com futuros colegas de Fórmula 1, como os brasileiros Nelson Piquet e Chico Serra, e o inglês Derek Warwick. No ano seguinte disputa o Campeonato Europeu da categoria, pela Racing for Holland, ao lado de Huub Rothengatter e Arie Luyendyk (futuro vencedor das 500 Milhas de Indianápolis). Lammers venceu quatro provas (Karlskoga, Monza, Magny-Cours e Zandvoort) e se sagrou campeão da modalidade.

## Fórmula 1

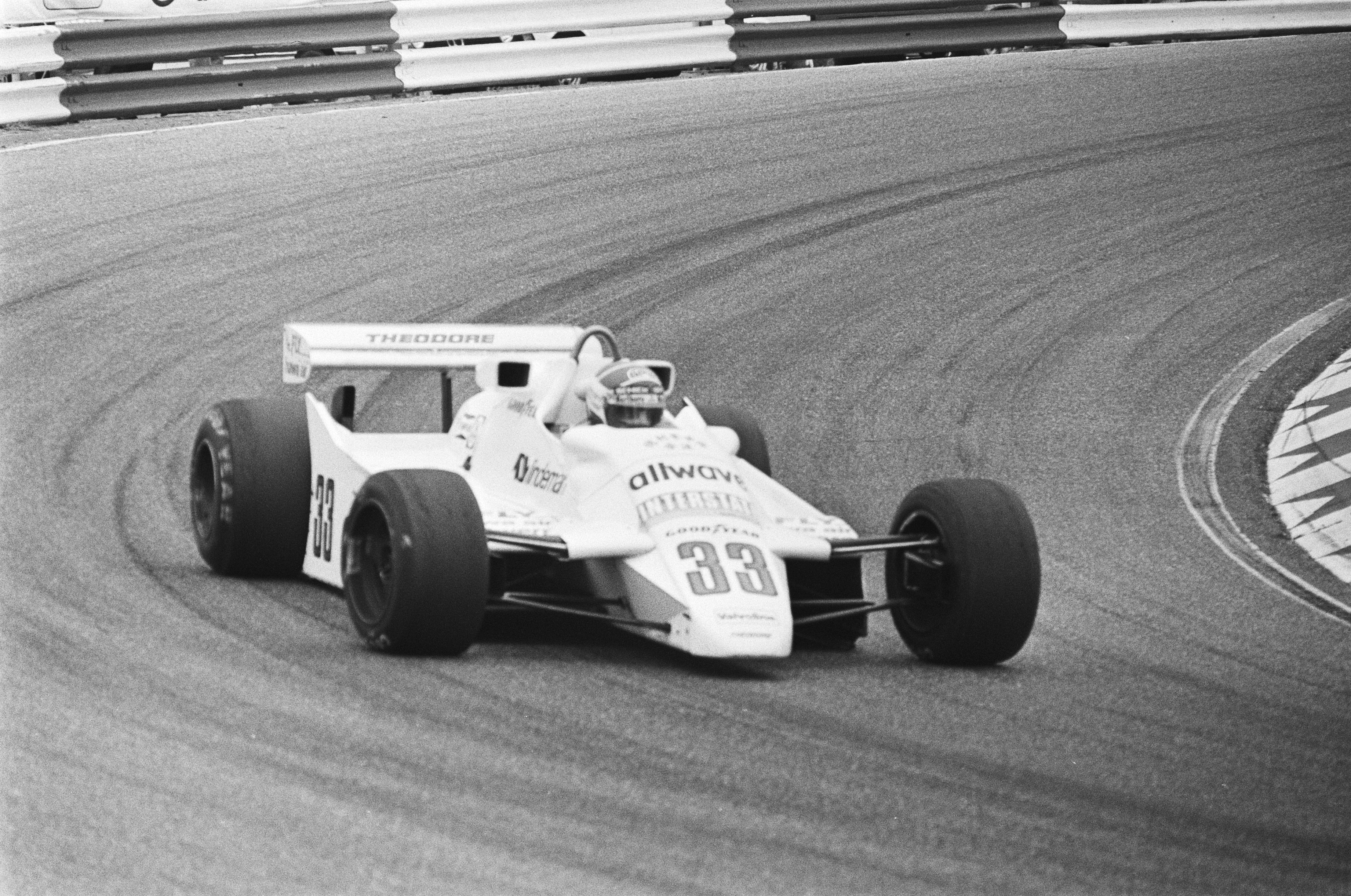
Lammers na Fórmula 1 em 1982.

Com o título da F-3 europeia em mãos, Lammers iniciou sua carreira na F-1 pela equipe Shadow, que já estava em seu estágio final na  principal categoria do automobilismo. Com o apoio dos cigarros Samson (que chegou a estampar um leão na frente do carro), o holandês dividiria o monoposto com o jovem italiano Elio de Angelis. Estreou no GP da Argentina, onde abandonou. O melhor resultado que conquistou foi um 9º lugar no GP do Canadá. A temporada não foi tão satisfatória para ambos, mas De Angelis e Lammers tiveram a chance de testar pela equipe Lotus.
Enquanto De Angelis fora escolhido para ser o novo piloto da lendária equipe de Colin Chapman, Lammers foi alçado para a equipe ATS, disputando 6 provas (destaque para o GP de Long Beach, onde larga em quarto lugar - melhor posição de largada da equipe e do holandês, mas abandonou por problemas na transmissão de seu carro), e mais 8 pela Ensign. Regressou à ATS em 1981 para correr apenas 4 provas, sem pontuar em nenhuma. Antes, tinha recebido proposta da Brabham para ser companheiro de Nelson Piquet. Vítima da raiva constante de Gunther Schmidt, o dono da ATS (este chegou a partir para a briga com Lammers depois do holandês testar um novo aerofólio dianteiro às escondidas), deixa de vez a escuderia e não correu mais naquela temporada.
Lammers regressou à Fórmula 1 em 1982, pela Theodore. Com um carro frágil, só obtém a classificação para o GP de Zandvoort. Anteriormente, tinha sido contactado pela Renault para substituir Alain Prost, que estava lesionado, mas o francês se recuperou rapidamente. Também recebeu proposta da Ferrari para suceder o falecido canadense Gilles Villeneuve, mas durante os treinos para o GP de Detroit, o acelerador de seu Theodore fica preso e Lammers bate no muro, fraturando o polegar. Após o GP da França, Lammers perde a vaga na Theodore depois que o irlandês Tommy Byrne apareceu com um patrocínio satisfatório, e fica sem correr durante o resto do ano. Ele chega a testar pela Toleman, mas o time, envolvido numa crise por conta da escolha do fornecedor de pneus, não contrata Lammers.

## CART
De 1985 a 1986, Lammers disputou 12 corridas da antiga CART, largando em dez oportunidades. Estreou no GP de Portland, abandonando logo em seguida, e chegou a tentar a classificação para as 500 Milhas de Indianápolis de 1986, mas não obtém sucesso e se afasta dos monopostos para disputar corridas de automóveis esportivos.

## Fórmula 3000
Além de correr em carros esportivos, Lammers se aventurou também na Fórmula 3000, estreando no GP de Le Mans, em 1986 pela Jordan Racing (não confundir com a Jordan Grand Prix, que estrearia na F-1 em 1991). Retornou à categoria em 1993, pela Il Barone Rampante, conquistando um quarto lugar no GP de Enna-Pergusa. A última participação de Lammers na F-3000 foi em 1995, aos 39 anos de idade, pela equipe Vortex.

## Volta à F-1
Em 1992, Lammers surpreendeu ao receber um convite inesperado da March para concretizar seu retorno à categoria, dez anos depois da última participação.
Pilotou em duas corridas (Japão e Austrália), substituindo o austríaco Karl Wendlinger, contratado pela Sauber para os testes do novo carro. Não pontua em ambas (abandonou em Suzuka e chegou em décimo-segundo em Adelaide), mas assina contrato com a equipe para 1993, e teria como companheiro o francês Jean-Marc Gounon.
Entretanto, antes de chegar a Kyalami, a March anunciou sua retirada em decorrência de problemas financeiros e deixou o holandês sem carro para correr.
Enquanto corria na F-3000, fez testes pela equipe DAMS, que tinha projeto para correr em 1996. Só que o carro não era competitivo e o holandês desistiu de vez de correr na Fórmula 1.

## Le Mans e BTCC

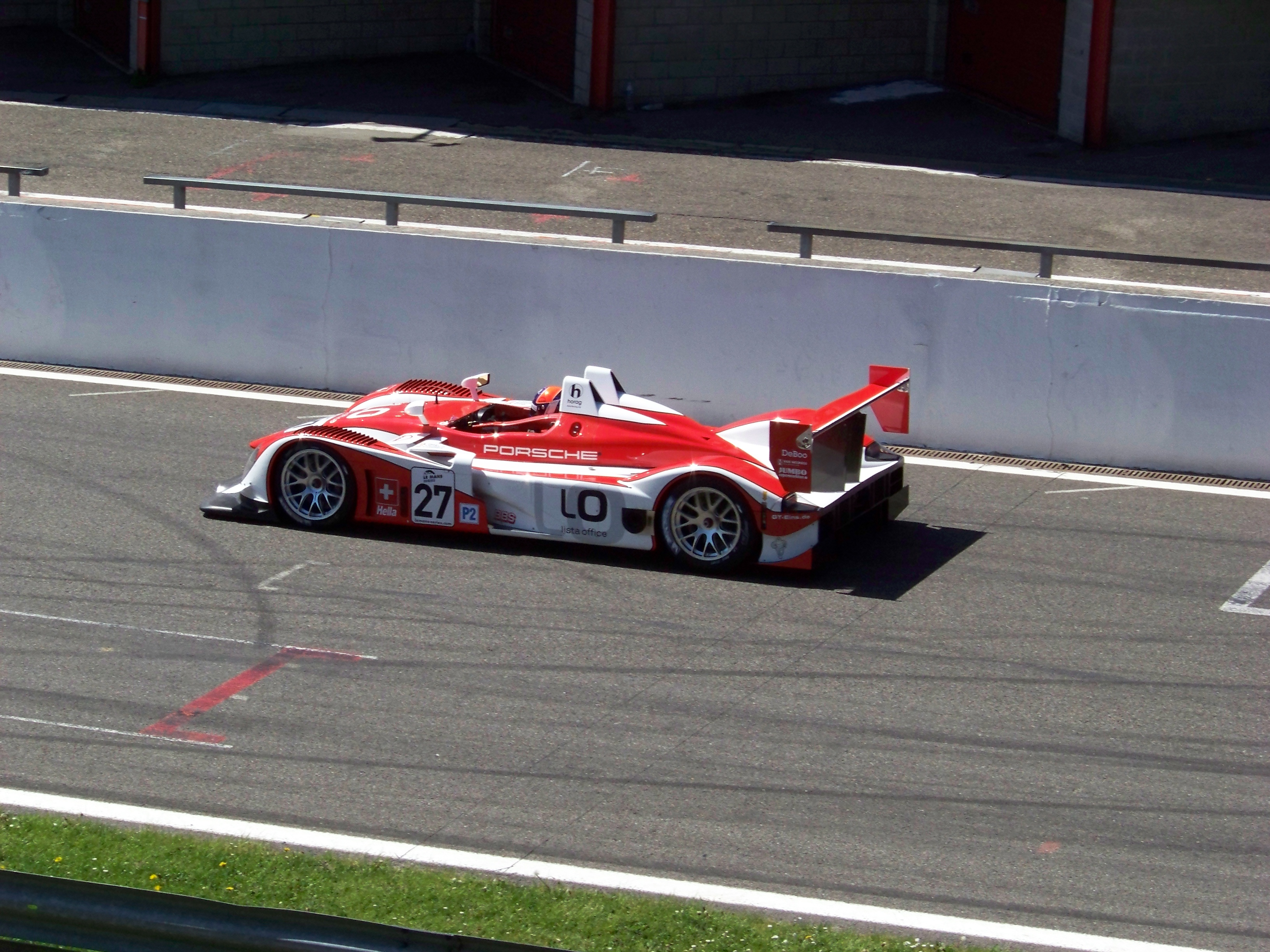
Lammers em 2008.

Em 1988, Lammers, juntamente com Andy Wallace e Johnny Dumfries, participou das 24 Horas de Le Mans. Em um Jaguar ele pilotou 13 das 24 horas, e superou a equipe Porsche que estava invicta até então desde 1982. Lammers e a equipe conseguiram terminar em primeiro lugar apesar de uma caixa de câmbio quebrada. Foi a primeira vitória da Jaguar desde 1957.
Por este feito, Jan Lammers recebeu o título de Membro Honorário do BRDC, um título raramente entregue a uma pessoa que não seja britânica. Enzo Ferrari e Juan Manuel Fangio já haviam recebido esse prêmio. Antes, tinha corrido em Le Mans entre 1983 e 1984, 1987 a 1990 (período em que venceu a edição de 1988), 1992 a 1993 e 1996 a 2008, até retornar em 2011, pela Hope Racing. Suas últimas participações na tradicional prova foram em 2017 e 2018, pela equipe Racing Team Nederland (categoria LMP2), tendo o brasileiro Rubens Barrichello (em 2017) e Frits van Eerd (dono da equipe) como seus companheiros de esquadra.
Ele também correu na BTCC pela Volvo em 1994, no seu incomum automóvel 850 Estate.
Em 1999, fundou sua própria equipe de Sportcar, a Racing for Holland. Participou do FIA Sportscar Championship juntamente com seu colega de equipe e aluno Val Hillebrand. Em 2002 e 2003 ele ganhou o FIA Awards por seus campeonatos mundiais na Sportscar. De 2005 a 2009, Lammers foi o proprietário da equipe A1 Grand Prix dos Países Baixos pela extinta série A1 Grand Prix, com Jos Verstappen durante a primeira temporada e Jeroen Bleekemolen e Renger van der Zande na segunda temporada como pilotos.

## GP Masters
Lammers também correu na extinta Grand Prix Masters, categoria que reunia ex-pilotos de Fórmula 1. Um sétimo lugar no GP do Catar foi seu melhor resultado.